# The Cavalier
The Cavalier (Brasil: O Cavalheiro / Portugal: O Máscara Negra) é um filme mudo norte-americano de 1928, do gênero faroeste, dirigido por Irvin Willat, distribuído por Tiffany Pictures e estrelando Richard Talmadge e Barbara Bedford. Tanto a imagem e elementos de som para o filme já não existem, de modo que o filme é considerado para ser um filme perdido.